# لورن دویل
لورن دویل (انگلیسی: Lauren Doyle؛ زادهٔ ۲۳ فوریهٔ ۱۹۹۱) بازیکن زن راگبی ۷ نفره اهل ایالات متحده آمریکا است.
وی در مسابقات کشوری و بین‌المللی در مجموع برندهٔ ۱ مدال نقره، ۱ مدال برنز شده است.